# Nieuw-Amsterdam
Nieuw-Amsterdam (dansk:  Ny Amsterdam) er navnet på den nordamerikanske by, der blev grundlagt i 1614 af Holland. Byen var hovedstaden i den hollandske koloni Nieuw-Nederland. 
Byen skiftede navn til New York da den blev overtaget af briterne i 1664.